# Список федерацій футболу
Нижче поданий список міжнародних футбольних керівних органів.

## Світові
- ФІФА (209 членів) — заснована в 1904 році і є визнаним керівним органом світового футболу. Раз на чотири роки проводить чемпіонат світу з футболу.
- NF-Board — представляє народи, залежні та невизнані держави, меншини, осіб без громадянства, регіони і мікронації, не пов'язані з ФІФА. Основний турнір — VIVA World Cup — чемпіонат світу серед невизнаних країн.
- КОНІФА (Конфедерація незалежних футбольних асоціацій) — заснована в 2013 році, представляє народи, залежні і невизнані держави, меншини і регіони, не пов'язані з ФІФА. Основний турнір — ConIFA World Football Cup — чемпіонат світу серед невизнаних країн і територій.

## Континентальні

### Конфедерації ФІФА
Країни-члени ФІФА об'єднуються разом в континентальні конфедерації, які організовують національні та континентальні клубні змагання.
- АФК (Азійська конфедерація футболу) — заснована в 1954 році, представляє азійські країни. Основний турнір — Кубок Азії.
- КАФ (Конфедерація африканського футболу) — заснована в 1957 році, представляє африканські країни. Основний турнір — Кубок африканських націй.
- КОНКАКАФ (Конфедерація футболу країн Північної і Центральної Америки і зони Карибського моря) — заснована в 1961 році представляє центрально- і північноамериканські країни, а також держави Карибського басейну. Основний турнір — Золотий кубок КОНКАКАФ.
- КОНМЕБОЛ (Південноамериканська футбольна конфедерація) —  — заснована в 1916 році, представляє південноамериканські країни. Основний турнір — Кубок Америки.
- ОФК (Конфедерація футболу Океанії) — заснована в 1966 році, представляє країни Океанії. Основний турнір — Кубок націй ОФК.
- УЄФА (Союз європейських футбольних асоціацій) — заснована в 1954 році, представляє європейські країни. Основний турнір — чемпіонат Європи.

### Конфедерації поза ФІФА
Дві континентальних конфедерації існують в складі NF-Board.
- КСАНФ (Consejo Sudamericano de Nuevas Federaciones) — заснована в 2007 році, представляє країни, не пов'язані з ФІФА в Південній Америці.
- НААНФ (Нові федерації Північної Америки і Арктики) — заснована в 2008 році, представляє країни, не пов'язані з ФІФА в Північній і Центральній Америці, країнах Карибського басейну і в Арктичному регіоні.

## Міжконтинентальні
Деякі конфедерації складаються з членів асоціацій ФІФА, які перетинають кордони континентальних федерацій.
- ГФУ (Футбольний союз Перської затоки) — заснована в 1968 році, представляє арабські країни з Перської затоки. Основний турнір — Кубок націй Перської затоки.
- УАФА (Союз арабських футбольних асоціацій)  — заснована в 1974 році, представляє арабські країни з Африки та Азії. Основний турнір — Кубок арабських націй.

## Регіональні
В межах континентальних конфедерацій ФІФА створюються регіональні федерації.

### КАФ
- КЕСАФА (Союз футбольних асоціацій Східної та Центральної Африки) — заснована в 1927 році, представляє країни Східної Африки і деякі країни Центральної Африки. Основний турнір — Кубок КЕСАФА.
- КОСАФА (Союз південноафриканських футбольних асоціацій) — заснована в 1997 році, представляє країни Південної Африки, а також острівні держави узбережжя Південної Африки. Основний турнір — Кубок КОСАФА.
- ВАФУ (Союз західних асоціацій Африки) — заснована в 1977 році, один з двох тіл, представляє країни Західної Африки. Основний турнір — Кубок націй ВАФУ.
- УНАФ (Союз футбольних федерацій Північної Африки) — заснована в 2005 році, представляє країни Північної Африки.
- УНІФФАК (Союз центральноафриканських футбольних федерацій) — представляє деякі з країн Центральної Африки. Основний турнір — Кубок КЕМАК.

### АФК
- ВАФФ (Федерація футболу Західної Азії) — заснована в 2000 році, представляє країни Західної Азії. Основний турнір — Чемпіонат Федерації футболу Західної Азії.
- ЕАФФ (Федерація футболу Східної Азії) — заснована в 2002 році, представляє країни Східної Азії. Основний турнір — Кубок Східної Азії.
- КСАФФ (Федерація футболу Центральної і Південної Азії) — представляє країни Центральної і Південної Азії. Підрозділяється на дві федерації: САФФ і КАФФ.
  - САФФ (Федерація футболу Південної Азії) — заснована в 1997 році, представляє країни Південної Азії, є філією КСАФФ. Основний турнір — Чемпіонат САФФ.
  - КАФФ (Федерація футболу Центральної Азії) — заснована в 2014 році, представляє країни Центральної Азії, є філією КСАФФ.
- АФФ (Федерація футболу АСЕАН) — заснована в 1984 році, представляє народи Південно-Східної Азії. Основний турнір — Чемпіонат АСЕАН.

### КОНКАКАФ
- КФУ (Карибський футбольний союз) — представляє країни Карибського басейну. Основний турнір — Карибський кубок.
  - ЛІФА (Футбольна асоціація Підвітряних островів) — заснована в 1949 році, представляє країни Підвітряних островів, є філією КФУ. Основний турнір — турнір Підвітряних островів.
  - ВІФА (Футбольна асоціація Навітряних островів) — представляє країни Навітряних островів, є філією КФУ. Основний турнір — турнір Навітряних островів.
- НАФУ (Північноамериканський футбольний союз) — представляє три незалежні держави Північної Америки.
- УНКАФ (Центральноамериканський футбольний союз) — представляє сім держав Центральної Америки. Основний турнір — Центральноамериканський кубок.